# Linguistic Linked Open Data
Nell'ambito dell’elaborazione del linguaggio naturale, in linguistica e campi di ricerca attigui, Linguistic Linked Open Data (LLOD) descrive sia un metodo che una comunità multidisciplinare che si occupa di creare, condividere e (ri)utilizzare risorse linguistiche sviluppate secondo i principi dei dati collegati (linked data). La Linguistic Linked Open Data Cloud, sviluppata e sostenuta dal gruppo di lavoro Open Linguistics Working Group (OWLG) della Open Knowledge Foundation (in italiano Fondazione per la conoscenza aperta), ha rappresentato, sin dalla nascita, il centro focale delle attività di diversi gruppi delle comunità afferenti al W3C, di progetti di ricerca e dello sviluppo di infrastrutture.

## Definizione e sviluppo

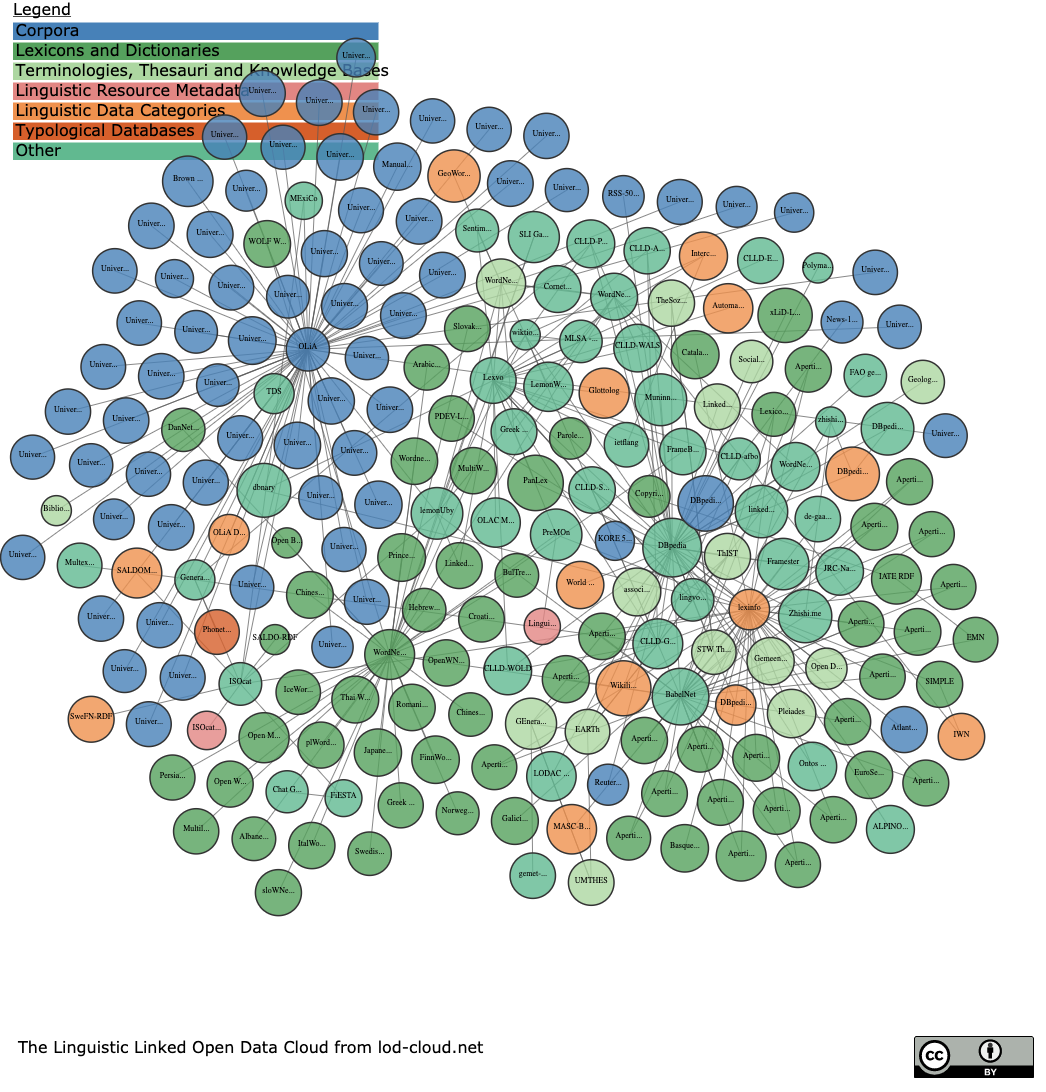
LLOD Cloud 2020

Con l’espressione Linguistic Linked Open Data si indica la pubblicazione di dati linguistici e per l'elaborazione del linguaggio naturale secondo i seguenti principi:
- i dati devono essere licenziati in maniera libera, usando licenze come le licenze Creative Commons.
- gli elementi di un dataset devono essere identificati in maniera univoca attraverso un URI.
- l’URI dovrebbe poter essere risolto, così che gli utenti possano accedere ad un numero maggiore di informazioni attraverso un browser web.
- La risoluzione di una risorsa LLOD dovrebbe restituire dei risultati utilizzando il Resource Description Framework (RDF).
- I collegamenti (link) ad altre risorse devono essere inclusi per aiutare gli utenti a scoprire nuove risorse e fornire informazioni semantiche.

I principali benefici derivanti dall’applicazione dei principi LLOD sono stati identificati da:
- Rappresentazione: I grafi connessi sono un formato rappresentativo più flessibile per i dati linguistici.
- Interoperabilità: i modelli RDF comuni e condivisi sono facilmente integrabili.
- Federazione: i dati provenienti da differenti sorgenti possono essere combinati agevolmente.
- Ecosistema: La disponibilità di strumenti e ambienti di trattamento dei dati in formato RDF e connessi, rilasciati con una licenza di uso open source.
- Espressività: I diversi vocabolari esistenti per la rappresentazione dei dati garantiscono una maggiore espressività delle risorse linguistiche.
- Semantica:  Link ordinary esprimono il significato.
- Dinamicità: I dati Web possono essere continuamente migliorati.

La rappresentazione della LLOD cloud è visionabile su linguistic-lod.org.

### Vocabolari LLOD
Oltre a raccogliere metadata e generare il diagramma della cloud LLOD, la comunità LLOD guida lo sviluppo di standard comunitari in riferimento alla creazione di raccomandazioni per i vocabolari, per i metadati e le best practices.
Secondo la panoramica dello stato dell’arte proposta da Cimiano et al. (2020), queste raccomandazioni includono:
- per la modellazione di risorse lessicali
  - OntoLex-Lemon, standard comunitario per risorse lessicali (dizionari in format leggibile dale machine, terminologie multilingui, lessicalizzazione di ontologie)[5]
- per la modellazione di annotazioni linguistiche (nei corpora o nell’elaborazione del linguaggio naturale)
  - Web Annotation, uno standard W3C per l’annotazione di risorse Web (testuali e non solo)[6]
  - NLP Interchange Format (NIF), uno standard comunitario per l’annotazione grammaticale dei testi[7]
  - CoNLL-RDF, un vocabolario basato su NIF per la rappresentazione in RDF dei corpora in format TSV ("CoNLL")[8]
  - POWLA, un vocabolario per le strutture dei dati linguistici generali che può integrare NIF, CoNLL-RDF o Web Annotation[9]
- per le categorie dei dati linguistici
  - Ontologies of Linguistic Annotation (OLiA) per le annotazioni linguistiche[10]
  - lexinfo per gli aspetti grammaticali delle risorse lessicali[11]
- per l’identificazione della lingua
  - stringhe taggate con la lingua usando i 47 tag di lingua IETF BCP 47
  - URI ISO 639-3 forniti da lexvo.org[12]
  - URI per varietà di lingue non coperte dall’ISO 639 usando Glottolog
- per i metadata 
  - Dublin Core, uno standard comunitario di termini che possono essere utilizzati per descrivere risorse Web
  - Data Catalog Vocabulary (DCAT), uno standard W3C per i cataloghi di dati pubblicati sul Web[13]
  - METASHARE-OWL, vocabolario per I metadata delle risorse linguistiche[14]

A partire dalla metà del 2020, molti di questi standard comunitari sono diventati oggetto di diverse attività. In particolare, l’esistenza di molteplici standard per le annotazioni linguistiche che risultano incompatibili tra di loro appare problematica. All’inizio del 2020, la W3C Community Group Linked Data for Language Technology ha iniziato a lavorare per consolidare e uniformare questi (e altri) vocabolari per l’annotazione linguistica sul Web.

### Comunità
Il diagramma della LLOD cloud è curato dal gruppo di lavoro Open Linguistics Working Group (OWLG) della Open Knowledge Foundation (dal 2014 Open Knowledge, in italiano Fondazione per la conoscenza aperta), un gruppo aperto e interdisciplinare di esperti in risorse linguistiche.
La comunità OWLG organizza eventi e coordina lo sviluppo dei LLOD, facilitando la comunicazione interdisciplinare tra coloro che contribuiscono ai LLOD e tra questi e gli utenti. 
Diversi gruppi Business and Community del W3C si focalizzano su aspetti specialistici dei LLOD:
- Il W3C Ontology-Lexica Community Group (OntoLex) sviluppa e mantiene le specifiche per I dizionari machine-readable (in formato leggibile dalla macchina) nella cloud LLOD.
- Il W3C Best Practices for Multilingual Linked Open Data Community Group raccoglie informazioni sulle best practices per produrre linked open data multilingui.[16]
- La W3C Linked Data for Language Technology Community Group raccoglie casi d’uso e I requisiti per le applicazioni relative alle tecnologie del linguaggio che usano Linked Data.[17]

Lo sviluppo dei LLOD è portato avanti e documentato in una serie di workshop internazionali, datathon e relative pubblicazioni. Tra le altre, sono incluse le seguenti:
- Linked Data in Linguistics (LDL), workshop scientifico annuale, iniziato nel 2012
- Multilingual Linked Open Data for Enterprises (MLODE), meeting di community biennale (2012 and 2014)
- Summer Datathon on Linguistic Linked Open Data (SD-LLOD), datathon biennale, dal 2015

## Impiego dei LLOD
I Linguistic Linked Open Data sono stati applicati in diverse aree di ricerca scientifica:
In tutte le aree della linguistica empirica, della filologia computazionale e nell’elaborazione del linguaggio naturale, l’annotazione linguistica e l’utilizzo di markup (in italiano marcature) linguistici rappresentano un elemento centrale di analisi.  Tuttavia, il progresso in tale campo è stato ostacolato dal problema dell’interoperabilità, soprattutto a causa delle differenze nei vocabolari e negli schemi di annotazione usati per differenti risorse e strumenti. L’uso dei Linked Data per connettere le risorse linguistiche e le banche dati di ontologie/terminologia facilita il ri-uso di vocabolari condivisi e l’interpretazione degli stessi rispetto ad una base comune.
- Nella linguistica dei corpora e nella filologia computazionale, la sovrapposizione delle marcature rappresenta un problema riconosciuto per i formati XML. Per questo motivo, modelli di dati basati sui grafi sono stato proposti a partire dalla fine degli anni ’90.[18] Tali modelli sono tradizionalmente rappresentati attraverso molteplici file XML interconnessi (standoff XML),[19] che non sono adeguatamente supportati dalla tecnologia XML standard.[20] Modellare tali complesse annotazioni come Linked Data rappresenta un formalismo semanticamente equivalente all’utilizzo dell’XML (standoff XML),[21] che elimina il bisogno di una tecnologia specifica (special purpose technology) e, invece, si basa sull’esistente ecosistema RDF.
- Problemi relativi al multilinguismo, incluso il collegamento di risorse lessicali come nel caso di WordNet nell'indice interlinguale della Global WordNet Association e l'interconnessione di risorse eterogenee come WordNet e Wikipedia, come è stato fatto in BabelNet.
- Favorire il dibattito sulla standardizzazione delle informazioni relative alle risorse linguistiche.

I Linguistic Linked Open Data sono strettamente connessi con lo sviluppo di: 
- best practices per connettere dati linguistici sul Web (in riferimento ai dati pubblicati secondo le norme OntoLex)
- best practices per creare annotazioni Web (ad esempio utilizzando lo standard Web Annotation)
- best practices per modellare e condividere risorse lessicali con sovrapposizione delle marcature.

### Progetti di ricerca
Usi e sviluppo dei LLOD sono stati oggetto di progetti di ricerca europei su larga scala, inclusi:
- LOD2. Creating Knowledge out of Interlinked Data (11 paesi europei + Korea, 2010–2014)[22]
- MONNET. Multilingual Ontologies for Networked Knowledge (5 paesi europei, 2010–2013)[23]
- LIDER. Linked Data as an enabler of cross-media and multilingual content analytics for enterprises across Europe (5 paesi europei, 2013–2015)[24]
- QTLeap. Quality Translation by Deep Language Engineering Approaches (6 paesi europei, 2013–2016)[25]
- LiODi. Linked Open Dictionaries (BMBF eHumanities Early Carreer Research Group, Goethe University Frankfurt, Germany, 2015-2020)[26]
- FREME. Open Framework of E-Services for Multilingual and Semantic Enrichment of Digital Content (6 paesi europei, 2015-2017)[27]
- POSTDATA. Poetry Standardization and Linked Open Data (ERC Starting Grant, UNED, Spain, 2016-2021)[28]
- Linking Latin (ERC Consolidator Grant, Universita Cattolica del Sacro Cuore, Italy, 2018-2023)[29]
- Pret-a-LLOD (5 paesi europei, 2019-2021)[30]
- NexusLinguarum. European network for Web-centred linguistic data science (COST Action, 35 paesi COST, 2 paesi vicini, un paese partner internazionale, 2019-2023)[31]

### Risorse
A partire da ottobre 2018, le dieci risorse maggiormente connesse nel diagramma LLOD sono (in base al numero di dataset connessi): 
- Ontologies of Linguistic Annotation (OLiA, connesse con 74 dataset) riferimento terminologico per le annotazioni linguistiche e I metadata grammaticali;
- WordNet (connesso con 51 dataset), database lessicale per l’inglese e fulcro per lo sviluppo di database simili in altre lingue, con diverse versioni (la versione di Princeton connessa con 36 dataset; la versione W3C connessa con 8 dataset; la versione VU connessa con 7 dataset);
- DBpedia (connessa con 50 dataset) base di conoscenza multilingue basata su Wikipedia;
- lexinfo.net (connesso con 36 dataset) riferimento terminologico per risorse lessicali;
- BabelNet, realizzato da Roberto Navigli presso L'Università degli Studi di Roma "La Sapienza", (connesso con 33 dataset) semantic network multilingue lessicalizzato, basato sulla aggregazione di risorse diverse ed eterogenee risorse, tra cui WordNet e Wikipedia;
- lexvo.org (connesso con 26 dataset) fornisce identificativi per le lingue e altri dati relative alle lingue. Soprattutto, lexvo fornisce una rappresentazione RDF dei codici a 3 lettere dell’ISO 639-3 per gli identificativi delle lingue e delle informazioni su queste lingue;
- L’ISO 12620 Data Category Registry (ISOcat; versione RDF, connesso con 10 dataset) fornisce un archivio semi-strutturato per diversa terminologia relativa alle lingue. ISOcat è ospitato da The Language Archive, precisamente dal progetto DOBES, presso il Max Planck Institute for Psycholinguistics, ma attualmente in transizione verso CLARIN;
- UBY (versione RDF lemon-Uby, connesso con 9 dataset), un network lessicale per l’inglese, aggregazione di varie risorse lessicali;
- Glottolog (connesso con 7 dataset) fornisce identificativi a grana fine di lingue meno diffuse, in particolare quelle non comprese in lexvo.org;
- Wiktionary-DBpedia links (wiktionary.dbpedia.org, linked with 7 datasets), Wiktionary-based lexicalizations for DBpedia concepts.